# Deuteronilus Colles
I Deuteronilus Colles sono una struttura geologica della superficie di Marte.